# 이스 VI: 나피시팀의 상자
《이스 VI: 나피시팀의 상자》(영어: Ys: The Ark of Napishtim, 일본어: イースVI - ナピシュテムの匣)는 팔콤이 2003년 출시한 액션 롤플레잉 게임이다.
이스 VI는 2005년 플레이스테이션 2로 이식되었고 코나미가 2006년에 플레이스테이션 포터블판으로 전 세계에 발매하였다. 코나미는 발매할 때 제목을 지우고 발매하였다.

## 시스템
이스 VI는 이스 III나 이스 V에 쓰였던 방식에서 확장하여 점프나 공격 컨트롤을 플레이어가 좀 더 적극적으로 할 수 있게 되었다. (이스 I, II, IV에서는 공격을 하려면 단순히 적 근처로 접근만 하면 되었다.) 옛날 버전의 시도와 달리 걸음이 빨라졌고 아돌의 액션이 플레이어의 입력에 대해 끊김이 없으며 반응성이 좋아졌다. 액션 향상 말고도 시스템이 과거 이스 시리즈와 다른 롤플레잉 게임과 비슷해졌다. 이 방식은 후속작에 쓰였고 더욱 더 향상되었다.
그래픽 쪽으로는 2D를 3D에 올린 형식이 사용되었다. 캐릭터와 몬스터, 준 보스는 미리 렌더링 된 3D 스프라이트를 사용하였고, 보스는 Full 3D 모델이 사용되었다.

## 음악
- Ys VI: The Ark of Napishtim Original Sound Track (2003): 이스 VI의 모든 음악이 담겨 있다.
- The Songs of Zemeth - Ys VI Vocal Collection (2003): 이스 VI 트랙의 보컬 편곡 음악이 담겨 있다. 두 번째 CD에는 보컬이 없는 곡이 담겨 있다.

## 평가
| 평론 점수 평론사 점수 PC PS2 PSP EGM N/A 7.33/10 [ 1 ] N/A 유로게이머 N/A 6/10 [ 2 ] N/A 패미츠 N/A 24/40 [ 3 ] N/A 게임 인포머 N/A 7.5/10 [ 4 ] 6.75/10 [ 5 ] 게임 레볼루션 N/A C [ 6 ] N/A 게임프로 N/A [ 7 ] N/A 게임스팟 N/A 7.5/10 [ 8 ] 6.7/10 [ 9 ] 게임스파이 N/A [ 10 ] [ 11 ] 게임존 N/A 7.9/10 [ 12 ] 6.8/10 [ 13 ] IGN N/A 7.8/10 [ 14 ] 5.6/10 [ 15 ] OPM (US) N/A [ 16 ] [ 17 ] Detroit Free Press N/A [ 18 ] N/A 통합 점수 메타크리틱 76/100 [ 19 ] 72/100 [ 20 ] 64/100 [ 21 ] |        |         |         |
| 평론 점수 |        |         |         |
| 평론사 | 점수   | 점수    | 점수    |
| 평론사 | PC     | PS2     | PSP     |
| EGM | N/A    | 7.33/10 | N/A     |
| 유로게이머 | N/A    | 6/10    | N/A     |
| 패미츠 | N/A    | 24/40   | N/A     |
| 게임 인포머 | N/A    | 7.5/10  | 6.75/10 |
| 게임 레볼루션 | N/A    | C       | N/A     |
| 게임프로 | N/A    | [ 7 ]   | N/A     |
| 게임스팟 | N/A    | 7.5/10  | 6.7/10  |
| 게임스파이 | N/A    | [ 10 ]  | [ 11 ]  |
| 게임존 | N/A    | 7.9/10  | 6.8/10  |
| IGN | N/A    | 7.8/10  | 5.6/10  |
| OPM (US) | N/A    | [ 16 ]  | [ 17 ]  |
| Detroit Free Press | N/A    | [ 18 ]  | N/A     |
| 통합 점수 |        |         |         |
| 메타크리틱 | 76/100 | 72/100  | 64/100  |